# Sikosaari (ö i Södra Savolax, S:t Michel, lat 61,87, long 26,58)
Sikosaari är en ö i Finland. Den ligger i sjön Puula och i kommunen Kangasniemi i den ekonomiska regionen  S:t Michel och landskapet Södra Savolax, i den södra delen av landet, 210 km norr om huvudstaden Helsingfors. Öns area är 34,3 hektar och dess största längd är 1 kilometer i öst-västlig riktning.